# Глиниадакис, Андреас
Андреас Глиниадакис (греч. Ανδρέας Γλυνιαδάκης, род. 26 августа 1981 года) — греческий профессиональный баскетболист, выступающий в чемпионате Греции за клуб «Илисиакос».

## Профессиональная карьера
Глиниадакис начал свою профессиональную карьеру в чемпионате Греции по баскетболу, где он выступал за клубы «Панатинаикос», «Панеллиниос», «Перистери» и «АЕК». В 2003 году он выставил свою кандидатуру на драфт НБА 2003 года, где был выбран под общим 58 номером клубом «Детройт Пистонс», однако за команду так и не сыграл ни одного матча. В 2005 году он приехал в США, где выступал за клубы Лиги развития НБА «Роанок Даззл» и «Альбукерке Тандербёрд». С «Тандебёрд» он выиграл чемпионат Д-Лиги в 2006 году. 5 ноября 2006 года он подписал контракт с клубом НБА «Сиэтл Суперсоникс» за который отыграл 13 матчей, в среднем набирая по 1,3 очка за игру. 4 января 2007 года он был отчислен из команды. В мае 2007 года Глиниадакис вернулся в Европу, на этот раз в Италию, где стал выступать за клуб «Виртус». В сентябре 2007 года он вернулся в «АЕК», но уже 1 октября команда отказалась от него. Он подписал контракт с греческим клубом «Марусси». В 2009 году он перешёл в «Олимпиакос», в составе которого в 2012 году завоевал титулы чемпиона Евролиги и Греции.